# Great Yarmouth (borough)
Great Yarmouth è un borough del Norfolk, Inghilterra, Regno Unito, con sede nella città omonima.
Il distretto fu creato con il Local Government Act 1972, il 1º aprile 1974 dalla fusione del county borough di Great Yarmouth con parte del distretto rurale di Blofield and Flegg e parte del distretto rurale di Lothingland.

## Località e parrocchie
Oltre a Great Yarmouth, le località principali del borough sono:
- Bastwick
- Belton Bradwell
- Browston Green
- Burgh Castle Burgh St Margaret
- Caister-on-Sea
- California
- East Somerton
- Filby
- Fleggburgh
- Fritton
- Gorleston on Sea
- Hemsby
- Hopton-on-Sea
- Martham Mautby
- Runham
- Ormesby St. Margaret
- Ormesby St. Michael
- Repps
- Rollesby
- St. Olaves
- Scratby
- Stokesby
- Thrigby
- West Somerton
- Winterton-on-Sea
- Cobholm

Le parrocchie, che non coprono l'area del capoluogo, sono:
- Ashby with Oby
- Belton with Browston
- Bradwell
- Burgh Castle
- Caister-on-Sea
- Filby
- Fleggburgh
- Fritton and St. Olaves
- Hemsby
- Hopton-on-Sea
- Martham
- Mautby
- Ormesby St. Margaret with Scratby
- Ormesby St. Michael
- Repps with Bastwick
- Rollesby
- Somerton
- Stokesby with Herringby
- Thurne
- West Caister
- Winterton-on-Sea